# ГЕС Тамбре
ГЕС Тамбре (ісп. Central de tambre) — гідроелектростанція на північному заході Іспанії в Галісії. Споруджена на річці Тамбре, яка впадає в Атлантичний океан, утворюючи естуарій Рія-де-Мурос-е-Нойя (ісп. Ría de Muros e Noia).
Для роботи станції створили водосховище за допомогою гравітаційної греблі Барр'є-де-ла-Маса (англ. Barrié de la Maza) висотою 48 метрів і довжиною 159 метрів, на яку пішло 67 тис. м3 матеріалу. Від нього до машинного залу, розташованого нижче по долині річки, проклали дериваційний тунель довжиною 7 км, який переходить у напірні водоводи. Спочатку в 1927 році ГЕС обладнали трьома турбінами типу Френсіс потужністю по 3,2 МВт, а в 1948-му до них додали четверту того ж типу потужністю 8,5 МВт. Вони працюють при напорі у 135,5 метра та забезпечують виробництво на рівні 89 млн кВт·год електроенергії на рік.
У 1970-х роках станцію підсилили другою, значно потужнішою, чергою. Для цього проклали новий дериваційний тунель довжиною 5,2 км та діаметром 4,4 метра, який після вирівнювальної системи з двох камер, з'єднаних вертикальною шахтою діаметром 9 метрів, переходить у напірний водовід. Останній живить одну турбіну типу Френсіс потужністю 52,1 МВт, що при напорі у 141 метр виробляє 256 млн кВт·год електроенергії на рік.
Крім того, для підтримки природної течії річки комплекс обладнали системою з малою турбіною (станція Pié de Presa).
Зв'язок з енергосистемою відбувається по ЛЕП, що працює під напругою 66 кВ.